# Скалп
Скалпът (на латински: scalpus) е анатомичната област, граничеща с лицето в предната част, и с шията отстрани и отзад.

## Структура
Скалпът обикновено се описва, като имащ пет слоя:
- S (skin): Кожата на главата, от която расте косата на главата, съдържа многобройни секретни жлези и космени фоликули.
- C (connective tissue): Съединителната тъкан е плътен подкожен слой мастна и влакнеста тъкан, съдържащ нервите и кръвоносните съдове на скалпа.
- А (aponeurosis): Апоневрозата е жилав слой от гъста влакнеста тъкан, която започва от Venter frontalis musculi occipitofrontalis до Venter occipitalis musculi occipitofrontalis.
- L (loose areolar connective tissue): Свободният аероларен слой съединителна тъкан осигурява лесна равнина на разделяне между горните три слоя и темето. Този слой понякога се нарича „опасна зона“, поради лекотата, с която могат да се разпространят инфекциозни агенти през него до емисионните вени, които след това се отцеждат в черепа.
- Р (pericranium): Темето е надкостница на черепа и осигурява храненето на костите.